# 苏迪曼 (歌手)
拿督苏迪曼（1954年5月25日—1992年2月22日），马来西亚歌手、天王巨星，同时也是一位儿童书作家、漫画家、电视节目主持人。1976年8月参加了国营电视台之星歌唱比赛获奖后开始出道。他在1989年英国亚洲音乐节的颁奖礼上击败香港歌手张国荣及台湾的齐秦，拿下亚洲区最佳演绎歌手奖。
1992年2月22日，已患上肺炎近七个月的苏迪曼在吉隆坡孟沙的姐姐家中去世，年仅37岁。马来西亚首相马哈迪·莫哈末评价苏迪曼作为知名的艺人提升了国家在音乐界的形象。此外，国父东姑阿都拉曼生前也曾评价苏迪曼是继比·南利之后马来西亚最伟大的艺术家。2009年6月，获得彭亨苏丹阿末沙追封DSAP勋衔，受封为拿督，并由其妹妹代为接领。2019年5月25日，配合65岁冥诞，马来西亚谷歌以苏迪曼的卡通人物造型及霓虹灯谷歌字样作为谷歌涂鸦墙的图。